# Nyrstar
Nyrstar is een wereldwijde metaalverwerkende onderneming, geregistreerd in Zwitserland met het hoofdkantoor in het Nederlandse Budel, genaamd Nyrstar Netherlands (Holdings) B.V.
In Budel is tevens Nyrstar Budel gevestigd. Dit bedrijfsonderdeel werd in 1892 opgericht door de gebroeders Dor.

## Activiteiten
Nyrstar heeft mijnbouw-, smelt- en andere activiteiten in Europa, op het Noord-Amerikaanse continent en Australië en stelt meer dan 4000 mensen te werk.
Het bedrijf heeft een marktleiderspositie in zink en lood en andere basis- en edele metalen, die essentiële grondstoffen zijn voor de industrie. Zinkrecyclage wordt steeds belangrijker, omdat de capaciteit van de zinkmijnen niet volstaat voor de groeiende vraag. Het produceert op jaarbasis zo'n 1 miljoen ton zink.
Sedert 2009 investeert het bedrijf ook in de prospectie van nieuwe mijnen en de ontginning. Het was geen groot succes. Het bedrijfsonderdeel heeft zeer moeilijke jaren achter de rug met grote verliezen en hoge schulden. In januari 2016 besloot Nyrstar de mijnbouwactiviteiten af te stoten om zich volledig te gaan richten op de zinksmelterij. Sinds 2016 probeert het bedrijf alsnog nieuwe ontginningen op te starten om de dure zinkverwerking te compenseren. In juli 2019 werd Nyrstar voor het grootste deel eigendom van Trafigura, een van 's werelds meest toonaangevende onafhankelijke handelsbedrijven in grondstoffen.

### Vestigingen

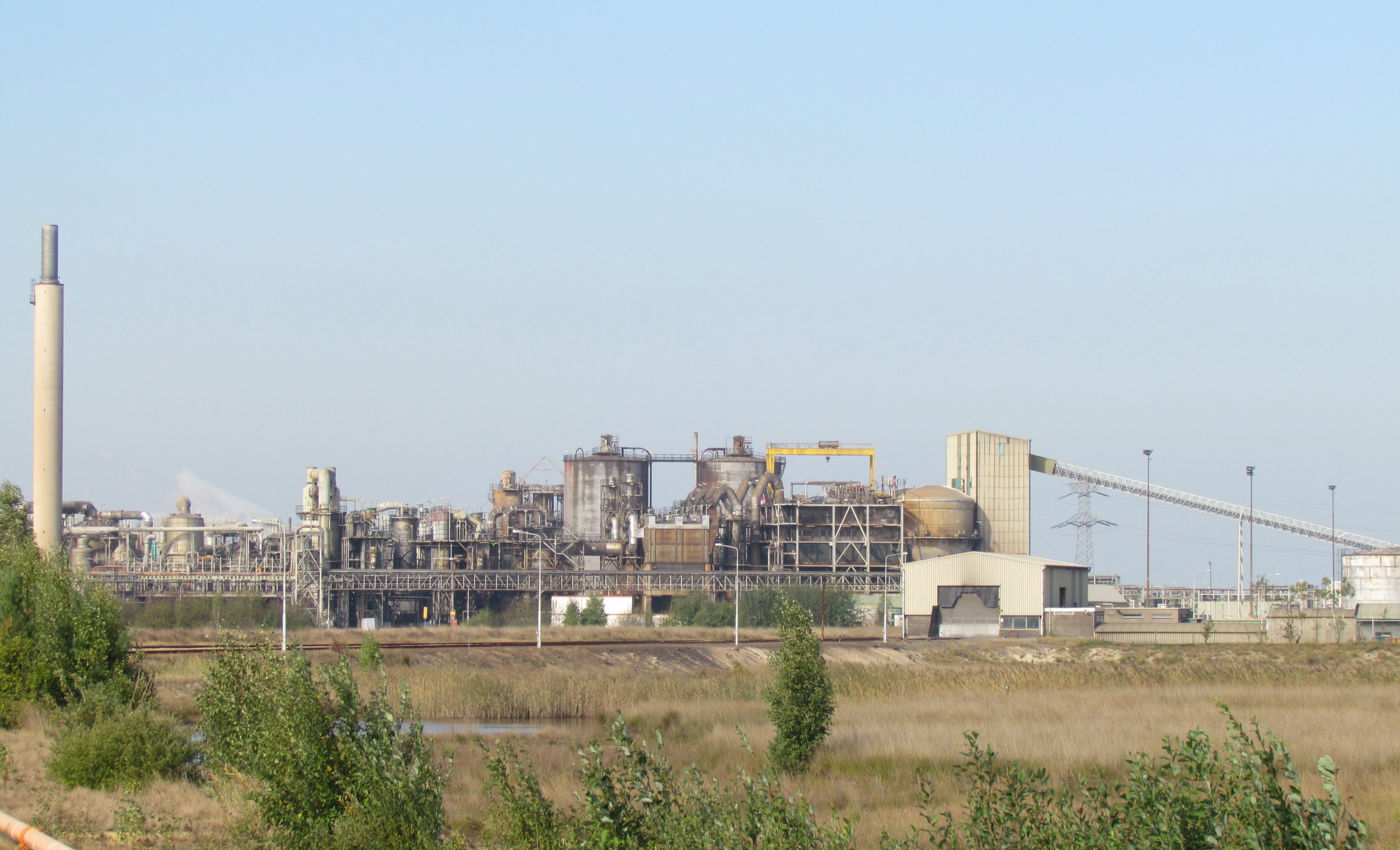
Nyrstar Budel-Dorplein in 2013

Het bedrijf bezit de volgende zinksmelters en aanverwante bedrijven:
- Auby bij Rijsel. Dit bedrijf dateert uit 1869,
- Balen heeft een zinksmelter die is gebaseerd op het fluidized bed roasting-proces. In 1889 werd de zinkfabriek te Balen geopend. In 2007 werkten er ruim 500 mensen,
- Overpelt bezit een fabriek waar legeringen worden vervaardigd. Dit bedrijf werd gesticht in 1888 en begon de productie in 1893. Sedert 1992 is het vooral een fabriek voor zinkrecycling,
- Budel-Dorplein kent de Budelse zinkfabriek, die in gebruik werd genomen in 1892 en sedert 1973 volgens de elektrochemische methode werkt. Hier werkten 460 mensen in 2007.
- Clarksville in de Verenigde Staten begon te werken in 1973 en is een elektrochemische fabriek,
- bij Hobart in Tasmanië bevindt zich een smelter.
- Port Pirie in Australië bezit een smelter, waar allerlei metalen worden geraffineerd, zoals lood, zilver, zink, koper en goud.

De Nyrstarfabriek in Hobart (Tasmanië) in 2009

## Aandeelhouders
Het bedrijf heeft een beursnotering. De grootste aandeelhouder is Urion Holdings (Malta) Ltd, een dochteronderneming van Trafigura. Deze heeft 24,6% van de aandelen in handen. Afgesproken is dat Trafigura geen groter aandelenbelang dan 49,9% van Nyrstar in handen mag krijgen.
Begin 2019 werd duidelijk dat het bedrijf in grote financiële problemen verkeerde. In maart maakte het bekend dat het twee obligaties niet volgens afspraak kon aflossen. Het ging om een obligatielening van 350 miljoen euro met vervaldatum in 2019 en een tweede lening die in 2024 afloopt. Op 15 maart moest Nyrstar ook al 32 miljoen euro aan rente betalen op die obligaties, maar de betaling werd 30 dagen uitgesteld. In april stelde Trafigura zich bereid een overbruggingskrediet te faciliteren ter grootte van US$ 250 miljoen. Na een herkapitalisatie krijgt Trafigura 98% van de Nyrstar aandelen in handen, waardoor de overige aandeelhouders zo goed als niets zullen overhouden. De vakbonden reageren tevreden op de overname omdat ruim 4000 banen zijn gered. Een groep aandeelhouders is minder tevreden. Zij voelen zich gedupeerd door de machtsgreep van Trafigura en de manier waarop die verlopen is en zien de herfinanciering als een feitelijke onteigening. Ze hebben advocaten in de armen genomen die een klacht bij de beurstoezichthouder FSMA hebben ingediend en een kort geding hebben aangespannen tegen Nyrstar. De aandeelhouders zeggen dat de herfinanciering nooit is voorgelegd aan een algemene aandeelhouders vergadering en er dus nooit over gestemd is.

## Bestuurders
In 2007 werd Julien De Wilde, voormalig bestuursvoorzitter van Bekaert Groep, voorzitter van de beheerraad en de Luxemburger Roland Junck werd bestuursvoorzitter. In augustus 2015 vervoegde Bill Scotting Nyrstar als CEO. Hij nam de plaats in van Roland Junck die het bedrijf verliet in november 2014 en Heinz Eigner die optrad als plaatsvervangend CEO tot de komst van Bill Scotting. In november 2015 nam Christopher Eger de rol op van CFO. Scotting trad in december 2016 plots af en hij werd opgevolgd door nieuwe CEO Hilmar Rode. In juli 2018 trad Michel Abaza aan als CFO ter vervanging van Christopher Eger. Sinds 1 januari 2020 staat Daniel Vanin aan het roer van Nyrstar Netherlands (Holdings) B.V..